# Aspin-en-Lavedan
Aspin-en-Lavedan là một xã thuộc tỉnh Hautes-Pyrénées trong vùng Occitanie tây nam nước Pháp. Khu vực này có độ cao trung bình 500 mét trên mực nước biển.